# 102国道
39°59′33″N 117°06′50″E / 39.9924954°N 117.113798°E
102国道（或国道102线、G102线）是在中華人民共和國的一条国道，起点为北京，终点为黑龙江抚远，全程2097千米。
这条国道经过北京、河北、天津、辽宁、吉林和黑龙江6个省份，又称“京沈南线”（相对于京沈北线）:65或“京榆公路”（“榆”即别称榆关的山海关）:31。
在国家公路网规划（2013年－2030年）中，本公路黑龙江段延伸至抚远市。

## 历史
秦朝驰道北线由咸阳东出函谷关经河内郡，沿太行山东麓经邯郸郡至蓟城（今北京），再沿燕山南麓至碣石（今昌黎）:31，蓟城至碣石一段以及同时开辟的傍海道即102国道京沈段的雏形。
1986年，因当时的京榆路通县段路线标准偏低，且穿过大小村镇7处，北京市计划委员会批准改建京榆路通县段，改建工程也被交通部列为“七五”重点工程之一:33。新建路段始于京承铁路立交桥（结研所西侧），在旧路南侧沿运潮减河北岸与京秦铁路北侧铺设，至燕郊镇与旧路汇合，同时保留经由宋庄镇中部的旧路（即“京榆旧线”）。1988年7月20日，京榆路通县段新建区段开工，该路段设计时速100km/h，1990年9月20日竣工:33:16。
1989年9月20日，京哈公路吉林安龙泉至拉林河段竣工，结束了哈拉哈以北至拉林河107公里无路的局面。1989年9月21日，京哈公路黑龙江段竣工，从而打通蔡家沟至双城堡间原有的断头路。
1994年3月，京哈公路北京西马庄至燕郊（白庙）段的新线开始改建为高速公路，同年6月28日竣工，8月18日开始收费，亦即现通燕高速公路（2010年4月20日前称京哈高速公路）。2013年1月1日实施的北京市地方标准《高速公路命名和编号规则》（DB11/T 885-2012）明确通燕高速公路为“国道沿线技术等级为高速公路的路段”，属于102国道。

## 里程表
| 城市名                 | 距起点距离 |
| ---------------------- | ---------- |
| 北京市                 | 0          |
| 北京市通州区           |            |
| 河北省廊坊市三河市     | 64         |
| 天津市蓟州区           | 87         |
| 河北省唐山市玉田县     | 124        |
| 河北省唐山市丰润区     | 157        |
| 河北省秦皇岛市卢龙县   | 224        |
| 河北省秦皇岛市抚宁区   | 257        |
| 河北省秦皇岛市         | 306        |
| 辽宁省葫芦岛市绥中县   | 371        |
| 辽宁省葫芦岛市兴城市   | 418        |
| 辽宁省葫芦岛市连山区   | 442        |
| 辽宁省锦州市           | 502        |
| 辽宁省锦州市凌海市     | 526        |
| 辽宁省盘锦市盘山县     | 604        |
| 辽宁省鞍山市台安县     | 635        |
| 辽宁省沈阳市辽中区     | 709        |
| 辽宁省沈阳市           | 777        |
| 辽宁省铁岭市           | 853        |
| 辽宁省铁岭市开原市     | 885        |
| 辽宁省铁岭市昌图县     | 918        |
| 吉林省四平市           | 985        |
| 吉林省长春市公主岭市   | 1032       |
| 吉林省长春市           | 1091       |
| 吉林省长春市德惠市     | 1149       |
| 吉林省松原市扶余市     |            |
| 黑龙江省哈尔滨市双城区 | 1297       |
| 黑龙江省哈尔滨市       | 1314       |
| 黑龙江省哈尔滨市巴彦县 |            |
| 黑龙江省哈尔滨市木兰县 |            |
| 黑龙江省哈尔滨市通河县 |            |
| 黑龙江省佳木斯市汤原县 |            |
| 黑龙江省佳木斯市       |            |
| 黑龙江省佳木斯市桦川县 |            |
| 黑龙江省佳木斯市富锦市 |            |
| 黑龙江省佳木斯市抚远市 | 2097       |